# Ganga (deessa)
Ganga (sànscrit: गङ्गा o गंगा, romanitzat: Gaṅgā) és la personificació del riu Ganges que és adorada pels hindús com la deessa de la purificació i el perdó. Coneguda amb molts noms, Ganga és sovint representada com una bella dona blanca, muntant una criatura divina anomenada Makara. Algunes de les primeres mencions de Ganges es troben al Rigveda, on s'esmenta com el més sagrat dels rius. Les seves històries apareixen principalment en textos postvèdics com Ramayana, Mahabharata i Purana.
El Ramayana la descriu com la primogènita d'Himavat, la personificació de l'Himàlaia, i la germana de la deessa mare Pàrvati. Tanmateix, altres textos esmenten el seu origen del déu preservador Vixnu. Les llegendes se centren en el seu descens a la Terra, que va passar a causa d'un savi reial Bhagiratha, ajudat pel déu Xiva. A l'èpic Mahabharata, Ganga és la mare del guerrer Bhishma del rei de Kuru Shantanu.
En l'hinduisme, Ganga és vista com una mare de la humanitat. Els pelegrins submergeixen les cendres dels seus familiars al riu Ganges, que consideren per apropar les ànimes (esperits purificats) al moksha, l'alliberament del cicle de la vida i la mort. Festivals com Ganga Dussehra i Ganga Jayanti se celebren en el seu honor a diversos llocs sagrats, que es troben a la vora del Ganges, com Gangotri, Haridwar, Prayagraj, Benarés i Kaligat a Calcuta. Al costat de Gautama Buda, Ganga és adorat durant el festival Loi Krathong a Tailàndia.

## Escriptures vèdiques
Ganga s'esmenta al Rigveda, la més antiga i teòricament la més sagrada de les escriptures hindús. Ganga s'esmenta al nadistuti (Rigveda 10.75), que enumera els rius d'est a oest. A RV 6.45.31, la paraula Ganga també s'esmenta, però no és clar si la referència és al riu Ganges. RV 3.58.6 diu que "la vostra antiga casa, la vostra amistat favorable, Herois, la vostra riquesa està a la vora del Jahanvi". Aquest vers podria referir-se al Ganges. A RV 1.116.18–19, el Jahanvi i el dofí del Ganges apareixen en dos versos adjacents.

## Iconografia

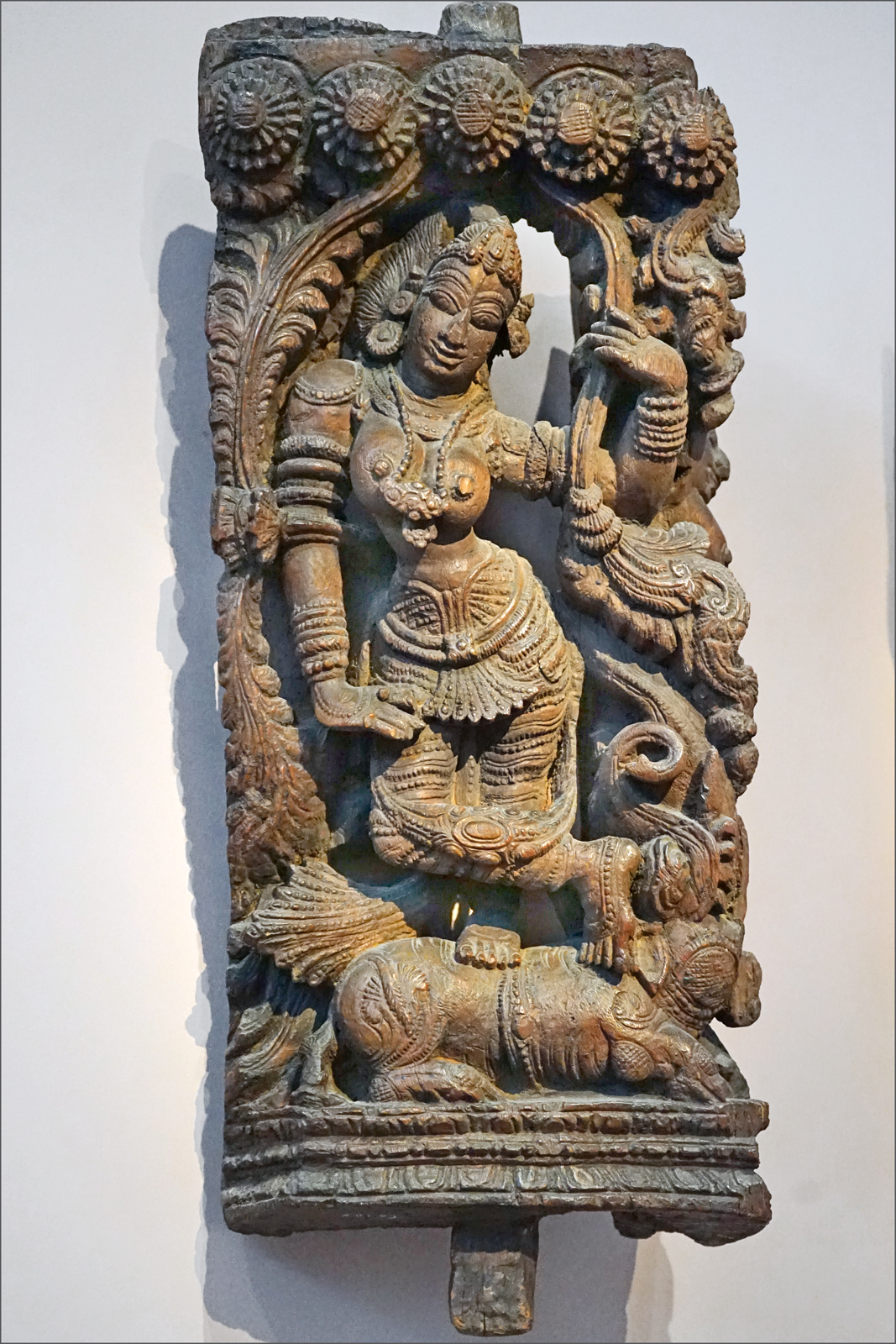
Una estàtua de Ganga, segles XVII-XVIII d.C

Ganga es descriu com la melodiosa, l'afortunada, la vaca que dona molta llet, l'eternament pura, la deliciosa, el cos ple de peixos, delecta la vista i salta per sobre de les muntanyes en l'esport, la roba de llit que dona aigua i felicitat, i l'amic o el benefactor de tot allò que viu.
Des de temps immemorials, el Ganges ha estat considerat pels hindús el més sagrat de tots els rius. El Ganges també és personificat com una deessa adorada com a deessa Ganga. Ella ocupa un lloc important al panteó hindú. Ganga es representa com una dona de complexió clara, amb una corona blanca i asseguda sobre un cocodril. Sosté un nenúfar a la mà dreta i una flauta a l'esquerra. Quan es mostra amb quatre mans porta una olla d'aigua, un lliri, un rosari i té una mà en mode protector. El Rigveda esmenta Ganga, però més d'ella es diu als Puranas.
Ganga es representa amb quatre braços i muntada sobre un cocodril o entronitzada envoltada de cocodrils. En una de les iconografies de Maha Virat-rupa, sosté un pot d'amrita, rosari, lotus o lingam i varada mudra. Es pot representar d'altres maneres sostenint només un kalasha (o 2 en substitució de lotus) i lotus, mentre que altres 2 mans en varada i abhaya mudra. Un altre la mostra sostenint kalasha, trident, shivalinga i varada mudra.
Una altra representació popular especialment a Bengala la mostra sostenint shankha, chakra (disc), lotus i abhaya mudra, amb Kalash alliberant la seva aigua beneïda.

## Llegendes

### Naixement
El Ramayana i diversos altres textos narren que Brahma va crear Himavat. Més tard es va convertir en el rei de l'Himàlaia i es va casar amb Menavati, filla de Meru. Després d'uns quants anys, va néixer una filla i li van posar el nom de Ganga. Després d'uns anys, va néixer una altra filla anomenada Pàrvati, que era una encarnació de la deessa mare Shakti. Quan Ganga va créixer, els Devas van prendre el seu cel i va agafar una forma de riu i hi va fluir.
El Bhagavata Purana representa una altra història de naixement del Ganga. Segons el text, Vixnu en una de les seves encarnacions va aparèixer com Vaman a l'arena de sacrificis del rei asura Mahabali. Aleshores, per mesurar l'univers, va estendre el peu esquerre fins al final de l'univers i va fer un forat a la seva coberta amb l'ungla del dit gros. A través del forat, l'aigua pura de l'oceà causal (Divina Brahm-Aigua) va entrar en aquest univers com el riu Ganges. Després d'haver rentat els peus de lotus del senyor, que estan coberts de safrà vermellós, l'aigua del Ganges va adquirir un color rosat molt bonic. Com que el Ganges toca directament els peus de lotus del Senyor Vixnu (Narayana) abans de descendir dins d'aquest univers, es coneix com Bhagavat-Padi o Vishnupadi, que significa Emanar dels peus de lotus de Bhagavan (Déu). Finalment s'instal·la a Brahmaloka o Brahmapura, la residència del senyor Brahma abans de descendir al planeta Terra a petició de Bhagiratha i sostingut amb seguretat pel senyor Shiva al cap per evitar la destrucció de Bhumi Devi (la Mare Terra). Llavors, Ganga va ser alliberat dels cabells del senyor Xiva per satisfer les necessitats del país segons l'hinduisme.

### Descens a la Terra

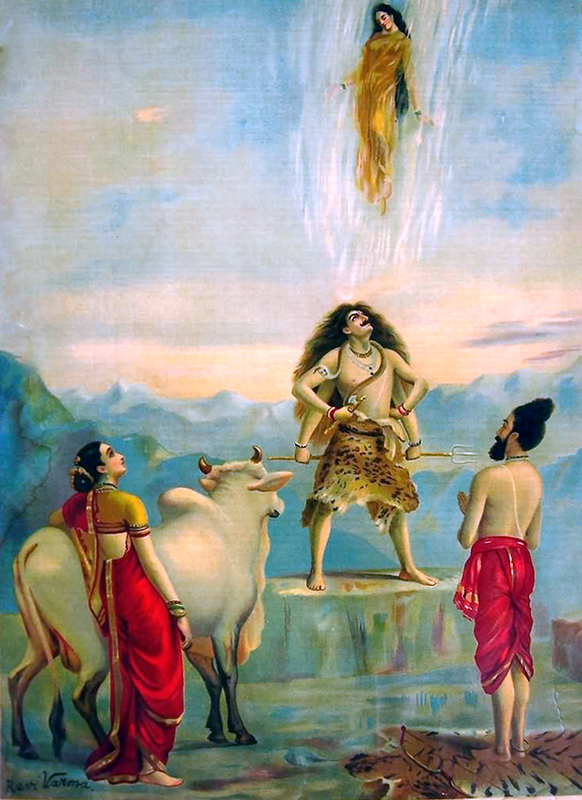
Descens de Ganges, pintura de Raja Ravi Varma c. 1910

El Mahabharata narra que hi va haver una guerra entre Devas i Asuras, en la qual els Devas estaven guanyant. Els Asuras es van amagar al mar i els déus no van poder trobar-los. Van demanar ajuda al savi Agastya i el savi, utilitzant els seus poders divins, va beure l'oceà. Els devas van derrotar els dimonis restants i van demanar a Agastya que restaurés l'aigua. El savi va respondre que ha digerit l'aigua i que no la pot restaurar. El món estava preocupat, però el Senyor Vixnu va assegurar que l'oceà s'ompliria aviat.
Uns quants anys més tard, un rei anomenat Sagara va adquirir màgicament seixanta mil fills. Un dia, el rei Sagara va fer un ritual de culte pel bé del regne. Una de les parts integrants del ritual era un cavall, que va ser robat per la gelosa Indra. Sagara va enviar tots els seus fills per tota la terra a buscar el cavall. El van trobar a l'inframón al costat de Kapila, un savi que estava meditant lligat per Lord Indra (el rei de Swarg). Creient que el savi havia robat el cavall, li van llançar insults i van distreure en la seva penitència. El savi va obrir els ulls per primera vegada en uns quants anys i va mirar els fills de Sagara. Amb aquesta mirada, tots seixanta mil van morir cremats.
Les ànimes dels fills de Sagara vagaven com fantasmes ja que els seus ritus finals no s'havien realitzat. El moksha de tots els fills de Sagar, Anshuman (nebot d'aquests 60.000 fills) va començar a pregar a Brahma perquè portés Ganga a la Terra fins al final de la seva vida, però no va tenir èxit. Aleshores el seu fill Dilip va fer el mateix però tampoc ho va aconseguir. Quan Bhagiratha (és a dir, un que fa un gran treball dur -va rebre el seu nom pel seu gran treball dur per portar Ganga a la Terra), un dels descendents de Sagara, fill de Dilip, es va assabentar d'aquest destí, va prometre fer caure Ganga a la Terra perquè les seves aigües poguessin netejar les seves ànimes i alliberar-les al cel.
Bhagiratha va pregar a Brahma perquè Ganga baixés a la Terra. Brahma va acceptar i va ordenar a Ganga que baixés a la Terra i després a les regions inferiors perquè les ànimes dels avantpassats de Bhagiratha poguessin anar al cel. Ganga va sentir que això era insultant i va decidir escombrar tota la Terra mentre queia del cel. Alarmat, Bhagiratha va pregar a Xiva perquè aturés el descens de Ganga.
Ganga va caure arrogant sobre el cap de Xiva. Però Xiva la va atrapar amb calma en els seus cabells i la va deixar sortir en petits rierols. El toc de Xiva va santificar encara més Ganga. Quan Ganga viatjava als mons inferiors, va crear un corrent diferent per romandre a la Terra per ajudar a purificar-hi les ànimes desafortunats. Ella és l'únic riu que segueix dels tres mons – Swarga (cel), Prithvi (Terra) i Patala (inferior o infern). Això s'anomena Tripathagā (aquell que recorre els tres mons) en llengua sànscrita.
A causa dels esforços de Bhagiratha, Ganga va baixar a la Terra i, per tant, el riu també es coneix com Bhagirathi i el terme Bhagirath prayatna s'utilitza per descriure esforços valents o assoliments difícils.
Un altre nom amb què es coneix a Ganga és Jahanvi, la història diu que una vegada que Ganga va baixar a la Terra, de camí a Bhagiratha, les seves aigües corrents van crear turbulències i van destruir els camps i la sadhana d'un savi anomenat Jahnu. Es va enfadar per això i va beure totes les aigües de Ganga. Després d'això, els Déus van pregar a Jahnu perquè alliberés Ganga perquè pogués continuar amb la seva missió. Content amb les seves oracions, Jahnu va alliberar Ganga (les seves aigües) de les seves orelles. D'aquí el nom de Jahanvi (filla de Jahnu) per a Ganga.
De vegades es creu que el riu finalment s'assecarà al final del Kali Yuga, l'última de les quatre etapes per les quals passa el món com a part del cicle de les yugas (l'era de la foscor, l'era actual) igual que amb el riu Saraswati i aquesta època s'acabarà. El següent en ordre (cíclic) serà el Satya Yuga o l'era de la Veritat.

### Matrimoni i fills
Al Mahabharata, és l'esposa de Shantanu, i la mare de l'heroic guerrer-patriarca, Bhishma. Se sap que va ser maleïda pel Senyor Brama per néixer a la Terra juntament amb Mahabhisha, que va néixer com a Shantanu. Una vegada, Shantanu va conèixer una bella dona a la vora del Ganges. Shantanu es va enamorar d'ella i li va demanar que es casés amb ell. Va acceptar la proposta amb la condició que Shantanu no li fes cap pregunta. Shantanu va acceptar i es van casar. Van viure junts en pau i van tenir 8 fills. La senyora va fer una cosa estranya, va ofegar 7 dels seus fills. Shantanu es va sorprendre i va impedir que ofegués l'últim fill, que era Devavrata. Aleshores li va preguntar qui era i per què va ofegar els seus propis fills. La dama va respondre que els seus fills eren encarnacions de Vasus, que van ser maleïts per tenir una vida miserable. Els Vasus li havien demanat que acabés amb la seva vida quan es van encarnar a la Terra. Aleshores va revelar la seva identitat, va prometre tornar el seu fill quan es convertís en un governant capaç i va desaparèixer. Més tard, va entrenar a Devavrata i el va tornar a Shantanu. Quan en Bhishma és ferit mortalment a la batalla, Ganga surt de l'aigua en forma humana i plora sense control sobre el seu cos. Bhishma va provocar la seva pròpia caiguda segrestant i deshonrant una princesa anomenada Amba l'únic desig de la qual era casar-se.
Algunes tradicions associen Bhagirathi amb Xiva en lloc de Shantanu. Ganga de vegades també està connectat amb Vishnu. Segons un text, Ganga era originalment una dona de Vixnu. Quan tenia constants baralles amb les seves coesposes, Vixnu va donar Ganga a Xiva.

## Importància
La Ganga també és la mare, la Ganga Mata (Mata = "mare") del culte i la cultura hindú, acceptant-ho tot i perdonant-ho tot. A diferència d'altres deesses, no té cap aspecte destructiu o temible, encara que sigui destructiva com un riu a la natura. També és mare d'altres déus.
El Ganga és la sang destil·lada de la tradició hindú, de les seves divinitats, llibres sagrats i il·luminació. Com a tal, el seu culte no requereix els habituals ritus d'invocació (avahana) al principi i d'acomiadament (visarjana) al final, requerits en el culte d'altres déus. La seva divinitat és immediata i eterna, però només mentre sobrevisqui el riu.

## Festivals

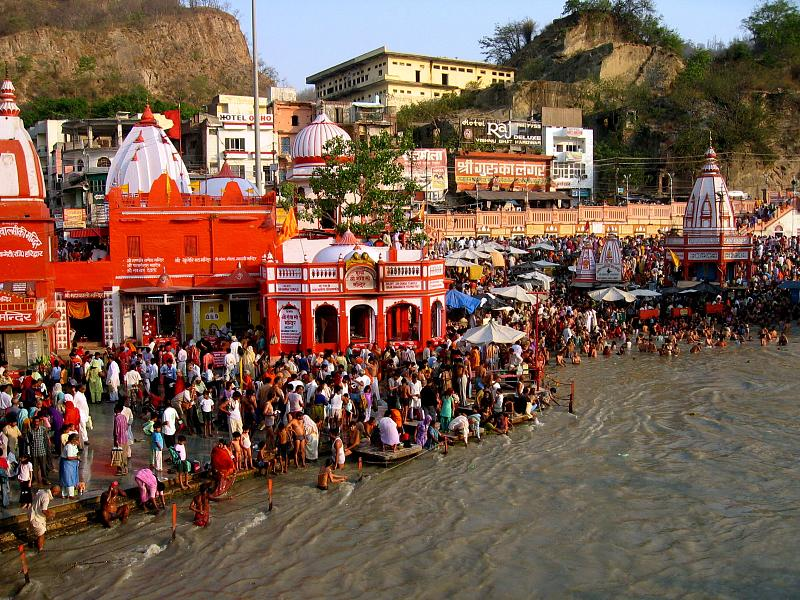
Pelegrins a Haridwar amb motiu de Ganga Dussehra.

### Ganga Jayanti
Aquest dia va renéixer Ganga. La llegenda diu que va destruir accidentalment la cabana d'un savi durant el seu descens a la Terra, com a resultat de la qual cosa, el savi va beure tota l'aigua del riu. A petició de Bhagirathi i la mateixa Ganga, va alliberar el riu de la seva orella i ella es va guanyar el nom de Jahanvi. Ganga Jayanthi cau a la shukla paksha del mes de Saptami de Vaishakh.

### Navratri
Ganga Maa és adorada durant Navratri, ja que totes les formes de Maa Adishakti són adorades en aquells dies.

### Loi Krathong
Els tailandesos utilitzen el Krathong per agrair a la deessa de l'aigua, la deessa hindú Ganga, Phra Mae Khongkha (tailandès: พระแม่คงคา).

## Més enllà del subcontinent indi i de l'hinduisme

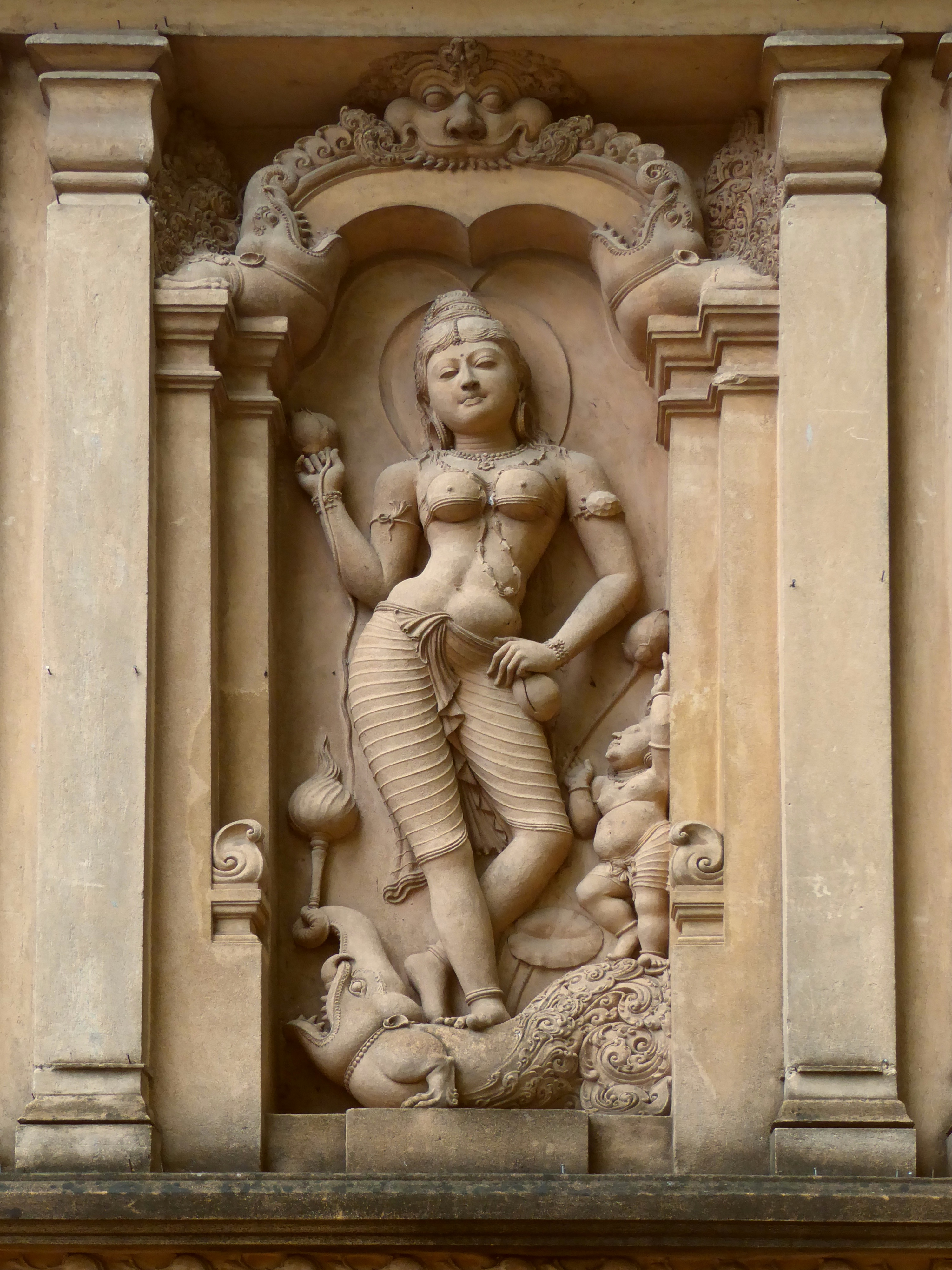
Escultura de Ganga a Kelaniya, Sri Lanka.

Ganga és respectada al Nepal com a deessa guardià de l'aigua, adorada juntament amb una altra deessa del riu, Yamuna. Les seves escultures es troben a la plaça Patan Durbar i el temple Gokarneshwar Mahadev és un municipi del districte de Katmandú a la província de Bagmati.
A Sri Lanka, Ganga amb altres deïtats hindús assumeix un personatge budista. La seva escultura es veu a Kelaniya Raja Maha Vihara.
En l'hinduisme balinès, és adorada juntament amb la deessa Danu. Les seves aigües es consideren sagrades a Bali. La seva associació materna amb Bhishma és coneguda a Bali. Els llocs religiosos associats amb ella a Bali són Tirta Gangga, Pura Taman Mumbul Sangeh, Kongco Pura Taman Gandasari.
Ganga Talao a Maurici és considerat pels hindús mauricians equivalent a Ganga. El 1972, l'aleshores primer ministre de Maurici, Sir Seewoosagur Ramgoolam va portar aigua beneïda de la font del Ganga - Gomukh a l'Índia i la va barrejar amb l'aigua del Grand Bassin i la va rebatejar com a Ganga Talao.
Ganga és invocada amb les divinitats hindús Shiva, Bhumi, Surya i Xandra a la cerimònia reial de Triyampawai de Tailàndia. És adorada juntament amb la deessa Phra Mae Thorani dins del boixhisme tailandès i la deessa Phosop en la religió popular tai. Les quatre piscines sagrades de la província de Suphan Buri tenen aigües dels rius Ganges i Yamuna i s'utilitzen per a rituals.
Ganga ha estat venerat a Cambodja des de l'imperi Khmer. En la forma iconogràfica de Shiva Uma-Gangapatisvarar, Shiva està representada amb Ganga i la seva dona Uma (Pàrvati). Les imatges de ganga es troben a Bakong, Llinda a Thommanon i exposades al Consell Internacional de Museus.